# TT141
La tombe thébaine TT 141 est située à Dra Abou el-Naga, dans la nécropole thébaine, sur la rive ouest du Nil, face à Louxor en Égypte.
C'est la sépulture de Bekenkhons (Bȝk-n-Hns.w), prêtre-ouâb devant Amon, datant de la XXe dynastie.